# Unterkärntner Nachrichten
Die Unterkärntner Nachrichten, mit dem Untertitel „das unabhängige Wochenblatt für Unterkärnten“, sind eine regionale Wochenzeitung.

## Geschichte
Das Blatt erschien erstmals am  1. Oktober 1887, zunächst als Lavanttaler Bote. Ab 1905 trug es den Namen Unterkärntnerische Nachrichten, seit 1912 den heutigen Namen.
Während der Zeit des autoritären Ständestaats war die Zeitung fest in der Hand der illegalen NSDAP. 1939 bis Herbst 1946 war die Herausgabe unterbrochen.
Die Zeitung erschien von 1900 bis 1919 zweimal wöchentlich, ansonsten wöchentlich.

## Herausgeber
- Unterkärntner Nachrichten Verlags GmbH

## Redakteure
- Horst Kakl